# Remijia densiflora
Remijia densiflora är en måreväxtart som beskrevs av George Bentham. Remijia densiflora ingår i släktet Remijia och familjen måreväxter.

## Underarter
Arten delas in i följande underarter:
- R. d. densiflora
- R. d. stenopetala
- R. d. minima